# Reaktor UR-100
Reaktor UR-100 WANDA (Reaktor Uniwersytecki 100 kW) – projekt i prototyp polskiego, nigdy w pełni nie uruchomionego, reaktora jądrowego o konstrukcji basenowej, chłodzonego i moderowanego wodą, z reflektorem grafitowym. Powstał na bazie reaktora Maryla w Instytucie Badań Jądrowych w Świerku. Otrzymał nazwę własną Wanda (akronim od słów wodny, akademicki, naukowy, dydaktyczny, aplikacyjny), lecz nazwa robocza UR-100 była częściej używana.
Zamierzeniem konstruktorów reaktora UR-100 była możliwość jego seryjnej produkcji na potrzeby szkół wyższych dla kierunków związanych z atomistyką. Po wstępnym uruchomieniu i pozytywnym przejściu testu krytyczności, prototyp reaktora UR-100 został rozmontowany i w 1985 roku przewieziony do Akademii Górniczo-Hutniczej w Krakowie, gdzie pozbawiony paliwa i nigdy więcej nie uruchomiony znajduje się w budynku D-10 (Wydział Fizyki i Informatyki Stosowanej). Poza prototypem nie powstały inne egzemplarze UR-100.